# Jozef Hanula
Jozef Hanula (Hanula József) (Háromszlécs, 1863. április 4. – Igló, 1944. augusztus 22.) szlovák akadémikus festő.

## Származása
Édesapja Ján Hanula, fafaragó szobrász. Édesanyja Mária Mrvová.

## Mesterei
- 1881-1888 – (Budapesten) Greguss Imre, Lotz Károly, Székely Bertalan
- 1891-1892 – (Münchenben) Hollósy Simon
- 1892-1896 – (Münchenben) Gabriel von Hackl, Franz Defregger

## Főbb alkotásai
- Podobizeň bradatého muža – olaj, 1883.
- Podobizeň sochára Jančeka – pasztell, 1887.
- Štúdia ženy – olaj, 1887.
- A szepesi székesegyház freskóit Daberto Félix-szel festette 1888-1889-ben
- Zaprášená cesta – olaj, 1893.
- Haynald Lajos kalocsai érsek portréja – Fa, olaj, 114x88 cm, 1893. – A Kalocsai Érseki Kincstárban található
- Tomori kalocsai érsek a mohácsi csatában c. képével szerepelt az ezredéves kiállításon, 1896-ban
- 1889-1900 között festette a körtvélyesi, liptóteplai, roszinai, háromrevucai, bosáci, létánfalvai, árvafejérpataki, csernei templomok freskóit
- 1902-ben Szűz Mária visnyói kegyhelyének festményeit készítette.
- 1908-ban Szűz Mária radványi kegyhelyének festményeit készítette.
- Helyreállította a bogoszlói kápolna mennyezetképeit, amelyeket Franz Anton Maulbertsch bécsi művész festett 1763-ban.
- Čítajúca čipkárka – olaj, 1910.
- Na Jána sa lúku kosia – olaj, 1926.
- Koľko mi dali – szén, 62,2x20,2 cm, 1926. – Szlovák Nemzeti Galéria, Pozsony
- 1941-ben festette a hladovkai templom freskóit.

## Képek

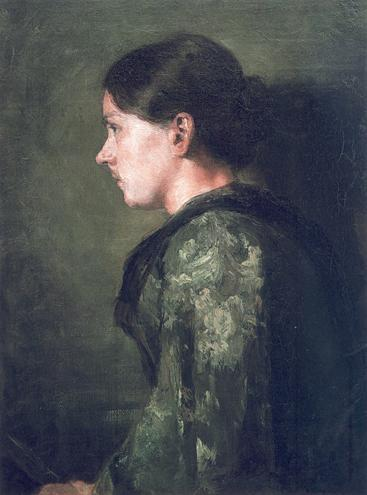
Zamyslená, 1897
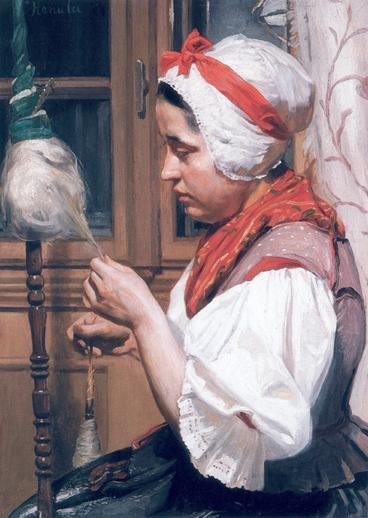
Priadka, 1914
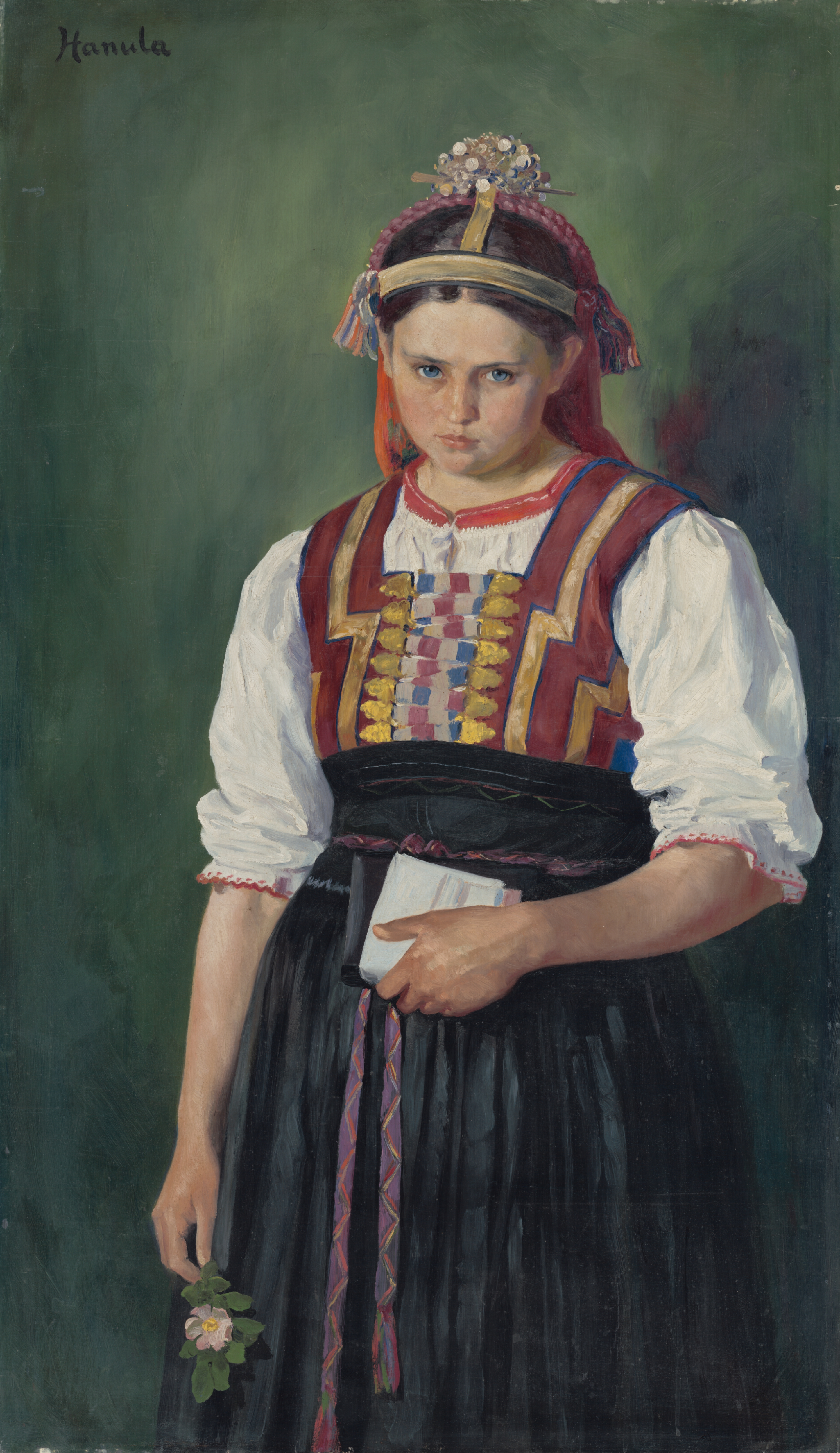
Za frajerom, 1918 olaj, 75x54 cm Szlovák Nemzeti Galéria, Pozsony

## Kiállítás
Állandó kiállítás: Igló, Zimná 46, Galéria umelcov Spiša